# Holocaust (banda)
Holocaust é uma banda escocesa de heavy metal, formada em 1977, com base em Edinburgo.
Sua formação original era composta pelos guitarristas John Mortimer e Ed Dudley, o vocalista Gary Lettice, o baixista Robin Begg e o baterista Nick Brockie. Em 1983 o guitarrista Ed Dudley deixou a banda, formando e lançando um álbum sob o nome Hologram.
O álbum Steal the Stars do Hologram, foi apresentado por Ed Dudley como a continuação oficial do Holocaust, ainda em 1984 John Mortimer reviveu o nome do Holocaust, lançando o que seria o primeiro de muitos álbuns com ele mesmo como vocalista, guitarrista e único membro original da banda. O Holocaust do John Mortimer incorporou muita influência de metal progressivo, thrash metal e pós-punk em seu som, lançando peças complexas como o EP The Sound of Souls e o álbum conceitual Covenant, de 1997. A atual formação da banda permanece a mesma desde 2003 e em breve lançará seu nono álbum de estúdio intitulado Sweet Liberty.
Em 2013 foi homenageada no filme Through the Never do Metallica.

## Discografia

### Álbuns de estúdio
- The Nightcomers (1981)
- No Man's Land (1984)
- Hypnosis of Birds (1992)
- Spirits Fly (1996)
- Covenant (1997)
- The Courage to Be (2000)
- Primal (2003)
- Predator (2015)

### Álbuns ao vivo
- Live (Hot Curry & Wine) (1983)

### EPs e Singles
- Heavy Metal Mania (1980, EP)
- Smokin' Valves (1980, 7-inch)
- Smokin' Valves (1980, 12-inch)
- Live from the Raw Loud 'n' Live Tour (1981, EP)
- Comin' Through (1982, 12-inch)
- The Sound of Souls (1989, EP)
- Heavy Metal Mania '93 (1993, EP)
- Expander (2013, EP)

### Coletâneas
- NWOBHM '79 Revisited (1990)
- War in Heaven / Hell on Earth (2002)
- Smokin' Valves: The Anthology (2003)
- Inside the Power Cage (2009)